# Донской торговый путь

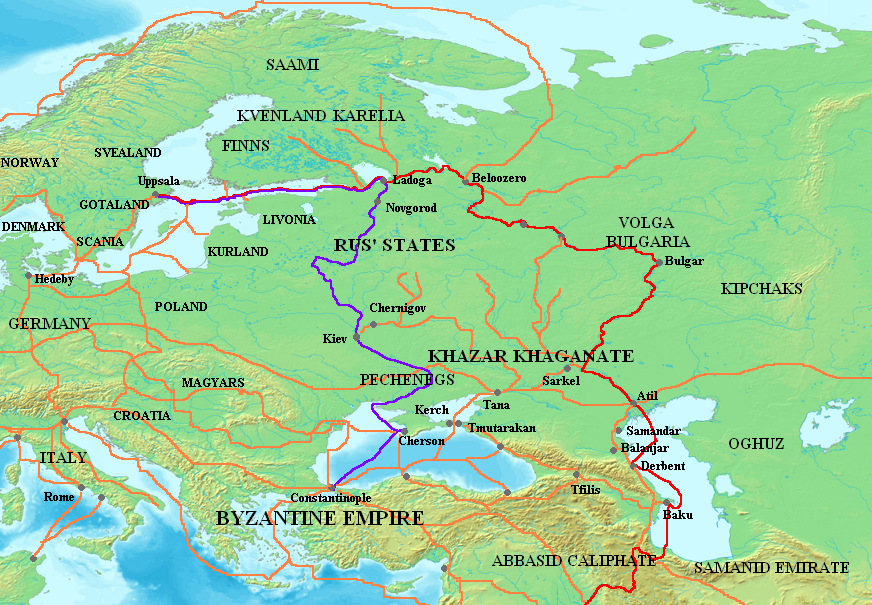
Торговые пути второй половины 1-го тысячелетия нашей эры. На Донском торговом пути, который начинался в балто-финнских (позже - вятичских) лесах у Оки, ровно посредине между Днепром и Волгой, и шёл по Дону на юг, показаны города Саркел (Sarkel), Тана (Tana), Карша (Kerch), Тумен-Тархан (Tmutarakan).

Донской торговый путь  - один из нескольких торговых путей на востоке Европы во второй половине 1-го тысячелетия нашей эры. Шёл по реке Танаис (Дон), которая начинает своё течение на территории современной Тульской области РФ и впадает в Азовское море. По этому торговому пути древние балты супруты торговали с пратюрками-огурами и с образовавшимся затем на их землях Хазарским каганатом, мехами, в основном в обмен на серебро, а также на чай. Конкурентами Донскому пути постепенно становились быстро развивавшиеся соседние Днепровский и Волжский торговые пути.
Донской торговый путь сильно угас в X веке, предположительно по причине того, что военные конфликты между русскими князьями и славянами-вятичами уничтожили Супрутское городище и оборвали торговлю. 
В XIII веке, после разорения Киева, Донской торговый путь был предположительно восстановлен монголами и некоторое время охранялся как самими монголами, так и бродниками и рязанскими казаками - предшественниками донских казаков. Однако, вновь восстановленный торговый путь по Дону просуществовал недолго, до начала в XIV веке конфликтов в Золотой Орде, когда на Дону участились грабежи и разбои, а путь снова был разорён и угас уже окончательно.

## История
Мысли о вероятности существования торгового маршрута по Дону, связывавшего Рязанское княжество с Византией, были высказаны в 1950-е годы А. Л. Монгайтом. Он предполагал, что таким путём в бассейне Оки оказались мечи, схожие с римскими спатами, а также античные и боспорские монеты. Впоследствии этот тезис получил подтверждение в археологических материалах, полученных В. П. Даркевичем, Г. В. Борисевичем и другими исследователями. Й. Маркварт считал, что во времена готского историка Иордана (VI век) в Азовское море плавали шведские купцы, используя для этого волжско-донской путь. Во время раскопок на месте Супрутского городища были обнаружены арабские серебряные монеты, в количестве от 900 до 1000 штук. 
А. В. Григорьев относит время возникновения Донского торгового пути к IX веку. Он отстаивает точку зрения, что куфическое серебро попадало в бассейн Оки не Волжским путём, а землями Хазарского каганата через Дон (салтово-маяцкая археологическая культура). По его мнению, хазары были заинтересованы в славянской колонизации бассейна Дона (борщёвская культура «донских славян»), поскольку это позволяло улучшить обслуживание торгового пути. Согласно версии автора, транзит из Дона в Оку осуществлялся через реку Упёрта, Иван-Озеро (ныне Шатское водохранилище) и далее реку Упа.
По утверждению А. Л. Монгайта, в конце XII — начале XIII века путь из Рязани на Дон не действовал, так как был прерван половцами. После монгольского нашествия, результатом которого стал упадок Киева и других городов Поднепровья, Дон стал второй по значимости (после Волжского торгового пути) магистралью, связывавшей Северо-Восточную Русь с приазовскими и прикаспийскими странами. Города Старый Данков в верховьях реки и Тана в её низовьях становятся важнейшими перевалочными пунктами южно-русской торговли. Первое упоминание о Донском торговом пути в эпоху Золотой Орды содержит под 1322 годом Хроника литовская и жмойтская.

## Связи с другими речными путями

### Волга
- Волгодонская переволока

### Днепр
Согласно Н. П. Загоскину, в древности могли существовать три водных пути от Днепра к Дону: 
- Северный деснинско-сейминский — прямо от Киева, через Северскую землю вверх по рекам Десна и Сейм. Исследованиями Т. Н. Никольской и А. Н. Москаленко была установлена схожесть между материальной культурой населения Левобережья Днепра (северяне) и культурой населения Верхней Оки и Среднего Дона (вятичи); А. В. Григорьев предполагает, что заселение Поочья и Подонья происходило вероятнее всего со стороны Северской земли[11], то есть именно этим путём. В. В. Кропоткин высказывал мнение, что куфические моменты поступали с низовьев Дона в Поднепровье через Сейм и Десну[12];
- Наиболее удобный — вверх по реке Ворскле, затем по волоку в реку Везёлка в районе современного города Белгород, впадающей в Северский Донец. После караваны спускались до устья реки Волчьей возле современного Волчанска, поднимались в её верховья, а дальше либо шли волоком в реку Оскол, либо переправлялись до неё и плыли до Тихой Сосны, правого притока Дона;
- Гипотетический от реки Самары, устье которой находится перед началом днепровских порогов, далее волоком в реку Грузскую, оттуда вниз по реке Казённый Торец, впадающей в Оскол, далее как в предыдущем варианте.

### Ока
В «Хождении Пимена», которое посвящено поездке митрополита Пимена из Москвы в Константинополь в 1389 году, указан такой маршрут: река Москва — город Коломна на Оке — Переяславль-Рязанский — волок до верховьев Дона. Правда, С. Герберштейн в «Записках о Московии» (1569 год) утверждал, что река в районе Данкова судоходна только в дождливое время года. Возможно, что к XVI веку Дон значительно обмелел. Поэтому в 1502 году описывается иная траектория, по которой от Ивана III в Кафу должен был вернуться посол Алакоз: от Переяславль-Рязанского спускаться по Оке до Старой Рязани — затем плыть вверх по реке Проня (мимо города Михайлова) — вверх по реке Рановой — вверх по реке Хупта — волок через Рясское Поле (Ряжск) — наконец, вниз по реке Рясе — вниз по реке Воронеж — вниз по Дону. Во времена Петра I между Окой и Доном был возведён Ивановский канал, получивший своё название по Иван-Озеру.

## Опорные пункты
- в верховьях реки — Дубок (1146—1447), Старый Данков, позднее Данков (с 1568 года)
- при волоке из Днепра (устье реки Тихая Сосна) — Маяцкое городище (IX—X века)
- при волоке из Оки (устье реки Воронеж) — Михайловский кордон (VIII — начало XI века), позднее Воронож (1177—1237), позднее Воронежская крепость (с 1586 года)
- при волгодонской переволоке — Правобережное Цимлянское городище (VIII—IX века), позднее Саркел (837—965), позднее Белая Вежа (965—1117), позднее Усть-Цимла (с 1672 года)[14]
- в устье реки — Танаис (III век до н. э. — V век), позднее Тана (XII век — 1475 год), позднее Азовская крепость (с 1475 года)[15]
- в Керченском проливе (Боспоре Киммерийском):
  - на левом берегу — Пантикапей (VII век до н. э. — V век), позднее Боспор (VI век), позднее Карша (VIII—X века), позднее Корчев (X—XII века), позднее Воспро (1318—1475 годы), позднее Керчь (с 1475 года);
  - на правом берегу — Гермонасса (592 год до н. э. — VI век), позднее Таматарха (VII век), позднее Тумен-Тархан (VIII—IX века), позднее Самкерц (IX—X века), позднее Тмутаракань (X—XI века), позднее Матарха (XII—XIII века), позднее Матрика (XIII—XIV века), позднее Матрега (XIV—XV века), позднее Таман (с XVI века).